# Historia Turowa Zgorzelec

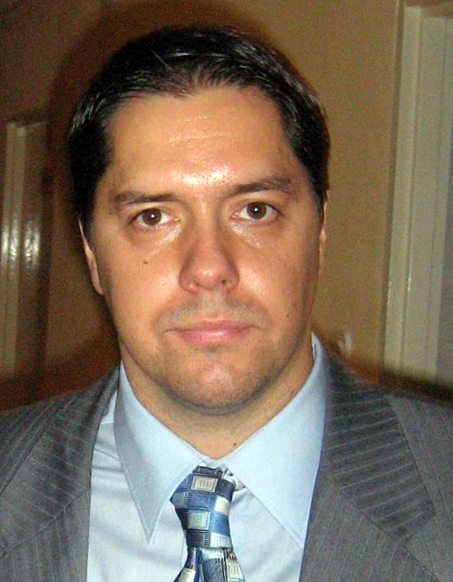
Trener Sašo Filipovski

## Historia klubu
Początki zgorzeleckiej koszykówki są nierozerwalnie związane z osobą Mieczysława Krajewskiego. Absolwent Akademii Wychowania Fizycznego we Wrocławiu w 1961 roku założył sekcję koszykówki męskiej w MKS Osa Zgorzelec. Trenował w niej m.in. Takis Kanculis – legenda zgorzeleckiej koszykówki. Zajęcia odbywały się w sali gimnastycznej Szkoły Podstawowej nr 1. Uczniowie Liceum Ogólnokształcącego pod okiem Mieczysława Krajewskiego rozgrywali swoje mecze w B klasie (liga okręgowa). W 1964 roku sekcja została rozwiązana a koszykarze przeszli do nowo powstałego klubu Olimpia Zgorzelec. Mieczysław Krajewski od roku 1964 zajmował się wyłącznie lekkoatletyką. Kiedy w 1977 roku Turów Zgorzelec wywalczył awans do II ligi (druga w hierarchii klasa ligowych rozgrywek), a Takis Kanculis z drużyną wywalczył Mistrzostwo Polski Szkół Podstawowych w koszykówce chłopców, trener widząc ogromna popularność tej dyscypliny w środowisku lokalnym, podjął decyzję stworzenia żeńskiego basketu w mieście.
Początki klubu Turów Zgorzelec sięgają 1948, gdy kierownictwo Kopalni w Bogatyni założyło KS „Górnik” Turoszów z jedną wówczas sekcją piłki nożnej. Po trzech latach powstała sekcja tenisa. W 1961 zmienił on nazwę na Klub Sportowy „Turów”. 10 czerwca 1964 roku założona została sekcja „Żeglarska, Motorowodna i Płetwonurków”. W 1965 w klubie powstała sekcja koszykówki mężczyzn. Rok później klub przeniósł swoją siedzibę do Zgorzelca. Największe talenty zgorzeleckiej koszykówki – Mieczysława Młynarskiego i Jerzego Binkowskiego, odkrył legendarny trener Turowa Jan Gruca. W 1978 klub awansował do ekstraklasy, gdzie występował jedynie przez jeden sezon. W przeszłości w „Klubie Sportowym Turów Zgorzelec” obok sekcji koszykówki męskiej istniały jeszcze dwie inne: bokserska i żeglarska. Klub odnosił sukcesy szczególnie w ramach sekcji koszykarskiej i bokserskiej. Jednak ta ostatnia została zlikwidowana w latach 90.

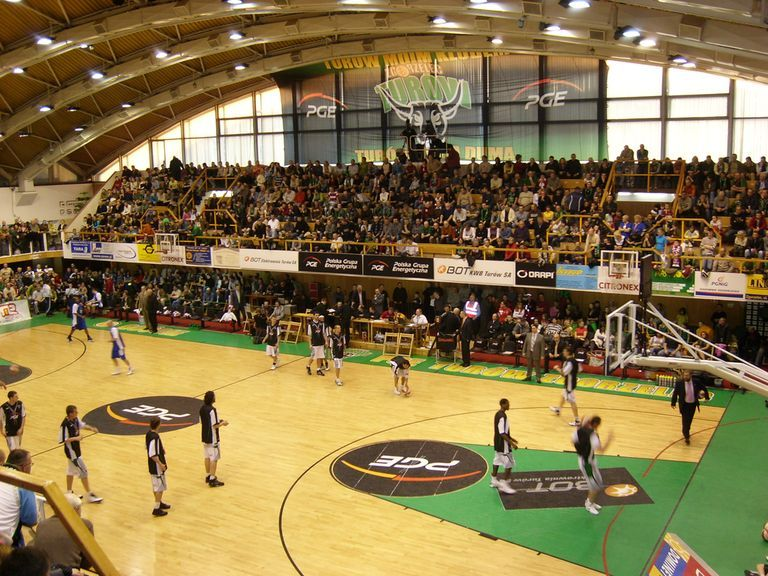
Hala „Centrum Sportowego” – mecz DBE (marzec 2008)

Przed sezonem 2003/2004 pojawiła się możliwość wykupienia tzw. „dzikiej karty” uprawniającej do występów w ekstraklasie. Jednak klub, mimo że posiadał odpowiednie fundusze, nie przyjął takiej propozycji argumentując to, że chce wywalczyć awans na drodze sportowej. Dokonał tego właśnie w 2004 – wywalczył mistrzostwo I ligi i uzyskał awans do ekstraklasy.
14 lipca 2006 klub zmienił osobowość prawną – Nadzwyczajne Walne Zebrania Członków KS Turów Zgorzelec dokonało wyłączenia ze struktur stowarzyszenia sekcji koszykówki i utworzenia na jej bazie spółki akcyjnej. Sekcję koszykówki przejął „KKS Turów Zgorzelec S.A.”, natomiast sekcja żeglarska pozostała przy macierzystym klubie – stowarzyszeniu „Klub Sportowy Turów w Zgorzelcu”. Zarząd klubu jest jednoosobowy – prezesem KKS Turów Zgorzelec S.A. został Arkadiusz Krygier, który zastąpił na tym stanowisku wieloletniego prezesa Zbigniewa Kamińskiego. Przewodniczącym rady nadzorczej klubu został właśnie Zbigniew Kamiński, który jednak w marcu 2007 zrezygnował z tej funkcji, po 21 latach pracy w klubie.
W sezonie 2006/2007 klub zdobył wicemistrzostwo Polski. Przez cały sezon grał na równym wysokim poziomie: po I rundzie był na 1. miejscu, natomiast po rundzie rewanżowej uplasował się na 2 pozycji. W I rundzie play-off zgorzelecki zespół pokonał Gipsar Stal Ostrów Wlkp. w stosunku 3:0, a w II rundzie wyższość nadgranicznego klubu uznać musiał ASCO Śląsk Wrocław (4:1). W finale zespół trenera Sašo Filipovskiego, pomimo zaciętych spotkań, nie sprostał jednak obrońcom tytułu – drużynie Prokomu Trefl Sopot.

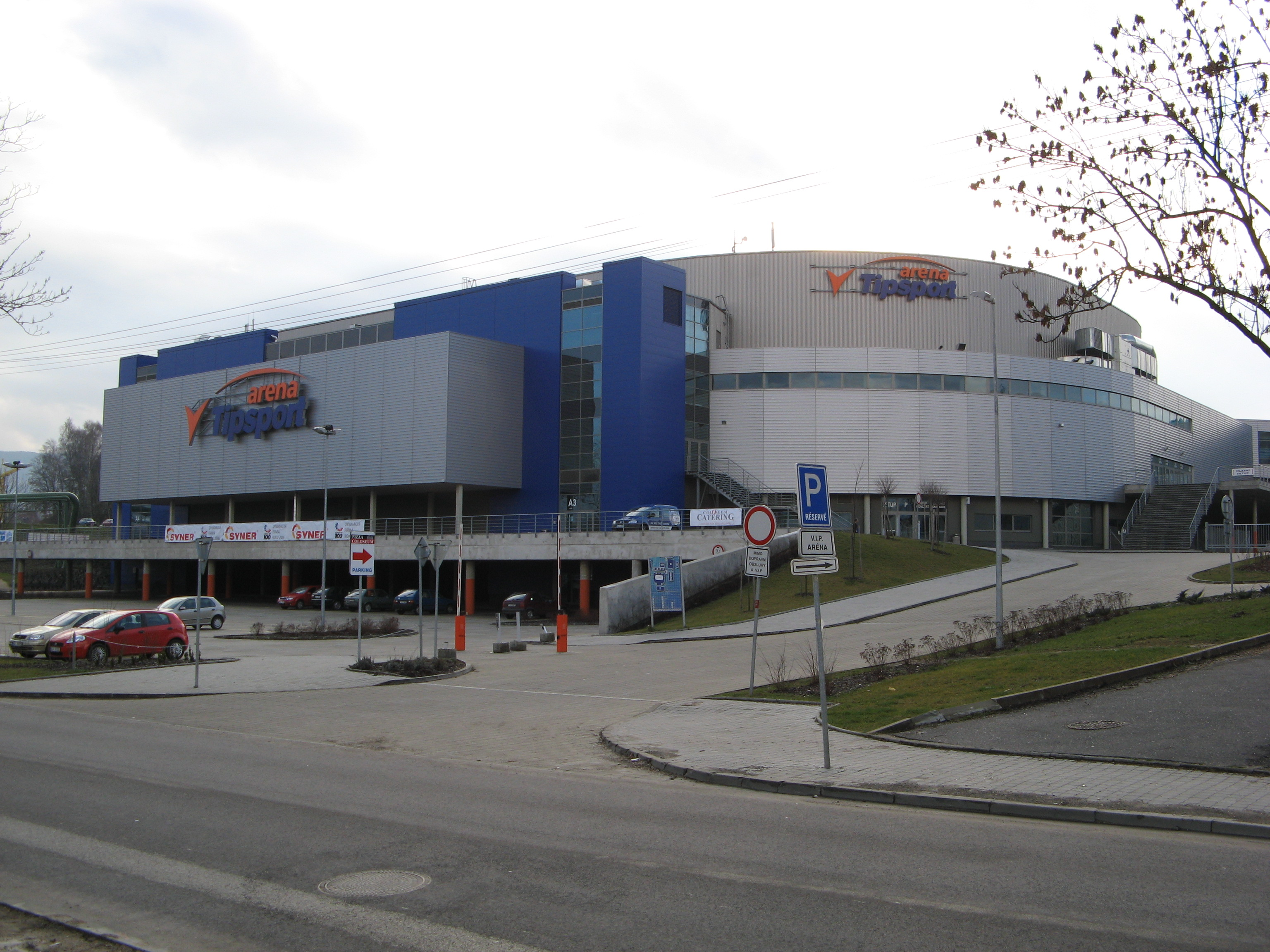
Tipsport Arena (Liberec) – miejsce rozgrywek ULEB Eurocup w latach 2007-2009

W dniu 19 września 2007 została podpisana umowa pomiędzy „KKS Turów Zgorzelec S.A.”, a Polskimi Sieciami Elektroenergetycznymi S.A. Na jej mocy PSE stały się sponsorem strategicznym klubu, a zespół w rozgrywkach będzie występował jako „PGE Turów Zgorzelec”. Klub w sezonie 2007/2008 zadebiutował w europejskich rozgrywkach grając w Pucharze ULEB, który stanowi bezpośrednie zaplecze Euroligi. Ze względu na wymogi, zespół swoje mecze w tym pucharze rozgrywa w nowoczesnej i pojemnej hali „Tipsport Arena”, w odległym o 50 kilometrów od Zgorzelca Libercu.
Klub i cały Zgorzelec poniósł wielką stratę w dniu 18 stycznia 2008 – wówczas na zawał serca zmarł Zbigniew Kamiński, wieloletni prezes KS Turowa Zgorzelec.

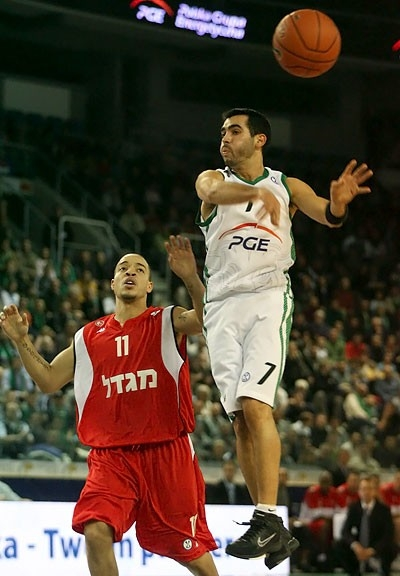
Andrés Rodríguez – jeden z najlepszych graczy w historii Turowa

PGE Turów Zgorzelec zajął 1. miejsce w swojej grupie „I” na zakończenie fazy grupowej Pucharu ULEB w sezonie 2007/2008 (bilans: 8 zwycięstw – 2 porażki). Pod koniec stycznia 2008 w Radzie Nadzorczej pojawiły się 2 nowe osoby: Piotr Waśniewski oraz Aleksander Delijewski. W 1/16 Pucharu ULEB Turów wyeliminował czeski ČEZ Basketball Nymburk. 28 lutego 2008 doszło do zmiany na stanowisku prezesa klubu – miejsce Arkadiusza Krygiera zajął Piotr Waśniewski. W 1/8 Pucharu ULEB nadgraniczny zespół okazał się lepszy od ukraińskiego BC Kijów. Dzięki temu zwycięstwu awansował do turnieju finałowego „Final Eight” Pucharu ULEB w Turynie. Na zakończenie sezonu zasadniczego 2007/2008 Turów
Zgorzelec zajął 1. miejsce. W finale PLK 2007/2008 zgorzelecki zespół stoczył siedmiomeczową (pierwszy taki przypadek w finale play-off od 1999) batalię z Prokomem Trefl Sopot. Rywalizacja była niezwykle zacięta i emocjonująca, jednak Turów przegrał ją w stosunku 3:4.
W połowie października 2008 do zarządu klubu powołany został Jan Michalski, który 5 listopada jednogłośnie został wybrany przez radę nadzorczą na nowego prezesa klubu. Dotychczasowy prezes Piotr Waśniewski został odwołany z dotychczas zajmowanego stanowiska i objął funkcję prezesa piłkarskiego Śląska Wrocław. W dniu 8 stycznia 2009 roku Sašo Filipovski przestał pełnić funkcję trenera zespołu, a Boban Mitev asystenta trenera. Tymczasowym I trenerem został Paweł Turkiewicz, któremu po niecałych 2 tygodniach powierzono funkcję głównego trenera zespołu do końca sezonu. Na przełomie stycznia i lutego 2009 w drużynie doszło do kilku roszad personalnych (w grudniu 2008 rozwiązano kontrakt z Darianem Townes). Do drużyny dołączyli: Tyus Edney, Marcin Stefański, Andrzej Adamek, natomiast opuścili zespół: Iwo Kitzinger i Donald Copeland. Od tych zmian zespół wygrał wszystkie 6 kolejnych meczów w lidze, zapewniając sobie 2. miejsce po sezonie zasadniczym. W ćwierćfinale fazy play-off Turów wygrał z AZS Koszalin 3:0, w półfinale pokonał Energę Czarnych Słupsk 4:2, a w finale uległ Asseco Prokom Sopot 1:4 zostając po raz 3 z rzędu Wicemistrzem Polski. Na początku września 2009 roku dyrektorem ds. sportowych został Waldemar Łuczak.
W sezonie 2009/10 zespół objął Saša Obradović, jednak ze względu na niezadowalające wyniki został zwolniony po 10 kolejkach. Drużynę następnie objął Andrej Urlep, który dokonał wielu ruchów transferowych. Drużyna jednak nadal sobie radziła słabo, szczególnie podczas meczów wyjazdowych. Turów zakończył sezon zasadniczy na 5 pozycji z bilansem 15-11 i po raz pierwszy w historii musiał grać w rundzie pre-playoff, która dawała prawo gry w play-off. Tam w serii do 2 zwycięstw pokonał Kotwicę Kołobrzeg 83:80 oraz 80:78 (na wyjeździe). W ćwierćfinale play-off zespół przegrał z Treflem Sopot 1:3 (79:63 ; 89:82 ; 87:71 ; 68:75). Ostatecznie drużyna Turowa została sklasyfikowana w sezonie 2009/2010 na 5 pozycji.
W sezonie 2010/11 zawodnik Turowa Torey Thomas został wybrany MVP sezonu zasadniczego, MVP całego sezonu oraz znalazł się w najlepszej „piątce” sezonu, natomiast Jacek Winnicki został uznany za najlepszego trenera sezonu zasadniczego oraz najlepszego trenera całego sezonu. Po rundzie zasadniczej zespół zajął drugie miejsce w tabeli za Asseco Prokom Gdynia. W ćwierćfinale drużyna pokonała 3:2 PBG Basket Poznań, a w półfinale 4:3 Trefl Sopot. W finale zgorzelecki klub przegrał z Asseco Prokom Gdynia 3:4 (79:88, 81:66, 81:56, 48:54, 84:79, 72:64, 71:76). W rundzie play-off Turów rozegrał maksymalną ilość spotkań – 19, co jest największą liczbą w historii ekstraklasy.
Pod koniec czerwca 2011 roku zgorzelecki klub otrzymał zaproszenie na zasadzie dzikiej karty do rozegrania eliminacji do Euroligi. W meczu 1/4 turnieju kwalifikacyjnego, który odbył się w Charleroi 30 września 2011, zgorzelecki zespół przegrał z wicemistrzem Rosji Chimki Moskwa 67:74 i nie zakwalifikował się do rozgrywek Euroligi w sezonie 2011/12. Dnia 3 listopada 2011 Rada Nadzorcza klubu przyjęła rezygnację Jana Michalskiego ze stanowiska prezesa, złożoną w związku z wyborem na senatora RP. Na stanowisko prezesa został wybrany Waldemar Łuczak. Rozgrywki Eurocup w sezonie 2011/12 zespół zakończył zajmując 4. miejsce w grupie H. W ćwierćfinale play-off Tauron Basket Ligi zgorzelecki klub pokonał 3:1 Anwil Włocławek, natomiast w półfinale uległ Treflowi Sopot 1:3. Walkę o brąz przegrał z Zastalem Zielona Góra 1:2

### Znani wychowankowie
- Jerzy Binkowski
- Mirosław Boryca
- Mirosław Kabała
- Mieczysław Młynarski
- Krzysztof Roszyk
- Tomasz Zabłocki

### Osiągnięcia
- 2014 - mistrzostwo Polski
- 2011 – wicemistrzostwo Polski
- 2010 – 5. miejsce mistrzostw Polski
- 2009 – wicemistrzostwo Polski
- 2008 – wicemistrzostwo Polski oraz 1/4 Pucharu ULEB
- 2007 – wicemistrzostwo Polski
- 2006 – 7. miejsce mistrzostw Polski
- 2005 – 4. miejsce mistrzostw Polski
- 2004 – Mistrzostwo I ligi i awans do ekstraklasy
- 1984 – wicemistrzostwo Polski drużyny juniorów
- 1978 – awans do I ligi (ekstraklasy), mistrzostwo Polski drużyny juniorów
- 1977 – mistrzostwo Polski drużyny juniorów

## Władze klubu

### Sezon 2014/15
- Zarząd:
  - Waldemar Łuczak (prezes zarządu)
- Rada Nadzorcza:
  - Józef Kozłowski (przewodniczący rady nadzorczej)
  - Aleksander Delijewski (członek rady nadzorczej)
  - Roman Mazur (członek rady nadzorczej)

### Sezon 2013/14
- Zarząd:
  - Waldemar Łuczak (prezes zarządu)
- Rada Nadzorcza:
  - Józef Kozłowski (przewodniczący rady nadzorczej)
  - Aleksander Delijewski (członek rady nadzorczej)
  - Roman Mazur (członek rady nadzorczej)

### Sezon 2012/13
- Zarząd:
  - Waldemar Łuczak (prezes zarządu)
- Rada Nadzorcza:
  - Józef Kozłowski (przewodniczący rady nadzorczej)
  - Aleksander Delijewski (członek rady nadzorczej)
  - Roman Mazur (członek rady nadzorczej)

### Sezon 2011/12
- Zarząd:
  - Waldemar Łuczak (prezes zarządu)
- Rada Nadzorcza:
  - Józef Kozłowski (przewodniczący rady nadzorczej)
  - Aleksander Delijewski (członek rady nadzorczej)
  - Roman Mazur (członek rady nadzorczej)

### Sezon 2010/11
- Zarząd:
  - Waldemar Łuczak (prezes zarządu)
  - Jan Michalski (prezes zarządu – do 03.11.2011)
- Rada Nadzorcza:
  - Józef Kozłowski (przewodniczący rady nadzorczej)
  - Aleksander Delijewski (członek rady nadzorczej)
  - Roman Mazur (członek rady nadzorczej)

### Sezon 2009/2010
- Zarząd:
  - Jan Michalski (prezes zarządu)
- Rada Nadzorcza:
  - Józef Kozłowski (przewodniczący rady nadzorczej)
  - Aleksander Delijewski (członek rady nadzorczej)
  - Roman Mazur (członek rady nadzorczej)

### Sezon 2008/2009
- Zarząd:
  - Jan Michalski (prezes zarządu)
  - Piotr Waśniewski (prezes zarządu; do 05.11.2008)
- Rada Nadzorcza:
  - Józef Kozłowski (przewodniczący rady nadzorczej)
  - Aleksander Delijewski (członek rady nadzorczej)
  - Roman Mazur (członek rady nadzorczej)

### Sezon 2007/2008
- Zarząd:
  - Piotr Waśniewski (prezes zarządu)
  - Arkadiusz Krygier (prezes zarządu; do 28.02.2008)
- Rada Nadzorcza:
  - Romuald Salata (przewodniczący rady nadzorczej)
  - Marek Solecki (wiceprzewodniczący rady nadzorczej; do lutego 2008)
  - Piotr Waśniewski (członek rady nadzorczej; do 28.02.2008; specjalista ds. finansowych i prawnych)
  - Aleksander Delijewski (członek rady nadzorczej; specjalista ds. finansowych i prawnych)
  - Roman Mazur (Sekretarz rady nadzorczej)

### Sezon 2006/2007
- Zarząd:
  - Arkadiusz Krygier (prezes zarządu)
- Rada Nadzorcza:
  - Zbigniew Kamiński (przewodniczący rady nadzorczej; marzec 2007 – rezygnacja)
  - Roman Mazur (wiceprzewodniczący rady nadzorczej)
  - Piotr Frąszczak (członek rady nadzorczej z ramienia BOT Elektrowni Turów S.A.)

## Kadra

### Kadra sezon 2014/2015
| Nr | Poz. | Nar.              | Nazwisko i imię       | Data urodzenia | Wzrost | Masa ciała |
| -- | ---- | ----------------- | --------------------- | -------------- | ------ | ---------- |
| 45 | PG   | Stany Zjednoczone | Carter, Demond Tweety | 1986-10-25     | 180 cm |            |
| 11 | PG   | Polska            | Gospodarek, Michael   | 1991-11-30     | 186 cm |            |
| 13 | PF   | Polska            | Borowski, Kacper      | 1994-05-02     | 205 cm |            |
| 23 | G/F  | Polska            | Michalak, Michał      | 1993-11-02     | 197 cm |            |
| 7  | F    | Stany Zjednoczone | Ikovlev, Denis        | 1986-03-29     | 200 cm |            |
| 12 | G/F  | Stany Zjednoczone | Jackson, David        | 1986-02-22     | 193 cm |            |
| 19 | SG   | Polska            | Bochno, Bartosz       | 1988-03-13     | 193 cm |            |
| 24 | C    | Polska            | Tomaszek, Robert      | 1981-06-16     | 203 cm |            |
| 31 | F    | Polska            | Kostrzewski, Mateusz  | 1989-09-18     | 200 cm | 83 kg      |
| 33 | C    | Stany Zjednoczone | Archibeque, Kirk      | 1984-09-27     | 205 cm |            |
| 27 | PG   | Polska            | Lichnowski, Michał    | 1996-07-20     | 180 cm |            |

Trener:  Mathias Fischer
 Asystenci: Michael Claxton • Edward Żak • Mirosław Kabała

### Kadra – sezon 2011/2012 (Polska Liga Koszykówki i Eurocup)
| Numer | Imię i nazwisko      | Data urodzenia | Wzrost | Pozycja                             | Obywatelstwo             |
| 0     | Wojciech Leszczyński | 1992-09-23     | 184    | rzucający obrońca                   | Polska                   |
| 0     | Denis Socha          | 1995-01-07     | 186    | rozgrywający                        | Polska                   |
| 4     | Damian Kulig         | 1987-06-23     | 205    | silny skrzydłowy, środkowy          | Polska                   |
| 5     | Aaron Cel            | 1987-03-04     | 203    | silny skrzydłowy                    | Francja/ Polska          |
| 6     | Daniel Kickert       | 1983-05-29     | 208    | silny skrzydłowy                    | Australia/ Holandia      |
| 7     | Giedrius Gustas      | 1980-03-04     | 190    | rozgrywający                        | Litwa                    |
| 8     | Michał Chyliński     | 1986-02-22     | 196    | rzucający obrońca, niski skrzydłowy | Polska                   |
| 9     | Artur Mielczarek     | 1983-01-25     | 195    | niski skrzydłowy                    | Polska                   |
| 10    | Konrad Wysocki       | 1982-03-28     | 200    | niski skrzydłowy                    | Niemcy/ Polska (kapitan) |
| 13    | Michał Gabiński      | 1987-02-11     | 202    | silny skrzydłowy                    | Polska                   |
| 14    | Michał Jankowski     | 1987-09-15     | 192    | rzucający obrońca                   | Polska                   |
| 15    | Arthur Lee           | 1977-05-27     | 185    | rozgrywający                        | Stany Zjednoczone        |
| 22    | David Jackson        | 1986-02-22     | 193    | rzucający obrońca                   | Stany Zjednoczone        |
| 25    | Ronald Moore         | 1988-07-14     | 183    | rozgrywający                        | Stany Zjednoczone        |
| 52    | Dallas Lauderdale    | 1988-09-11     | 203    | środkowy                            | Stany Zjednoczone        |
| 54    | John Edwards         | 1981-07-31     | 213    | środkowy                            | Stany Zjednoczone        |

### Sezon 2010/2011 (Polska Liga Koszykówki)
| Numer | Imię i nazwisko     | Data urodzenia | Wzrost | Pozycja                    | Obywatelstwo             |
| 4     | Ivan Zigeranović    | 1985-08-14     | 212    | środkowy                   | Serbia                   |
| 5     | Oskar Bukowiecki    | 1991-04-29     | 186    | rozgrywający               | Polska                   |
| 6     | Daniel Kickert      | 1983-05-29     | 208    | silny skrzydłowy, środkowy | Australia/ Holandia      |
| 8     | Mateusz Jarmakowicz | 1988-06-08     | 208    | środkowy                   | Polska                   |
| 9     | Torey Thomas        | 1985-02-26     | 180    | rozgrywający               | Stany Zjednoczone        |
| 10    | Konrad Wysocki      | 1982-03-28     | 200    | niski skrzydłowy           | Niemcy/ Polska (kapitan) |
| 13    | Michał Gabiński     | 1987-02-11     | 201    | silny skrzydłowy           | Polska                   |
| 14    | Robert Tomaszek     | 1981-06-16     | 203    | silny skrzydłowy           | Polska                   |
| 15    | Bartosz Bochno      | 1988-03-13     | 193    | rzucający obrońca          | Polska                   |
| 21    | Marko Brkić         | 1982-07-25     | 206    | silny skrzydłowy           | Serbia                   |
| 22    | David Jackson       | 1986-02-22     | 193    | rzucający obrońca          | Stany Zjednoczone        |
| 24    | Michael Kuebler     | 1982-07-24     | 195    | rzucający obrońca          | Stany Zjednoczone        |
| 0     | Denis Socha         | 1995-01-07     | 186    | rozgrywający               | Polska                   |

Zawodnicy wypożyczeni oraz którzy odeszli w trakcie sezonu
| Numer | Imię i nazwisko     | Data urodzenia | Wzrost | Pozycja          | Obywatelstwo |
| 6     | Jacek Jarecki       | 1988-08-20     | 195    | niski skrzydłowy | Polska       |
| 20    | Ivan Koljević       | 1984-06-30     | 186    | rozgrywający     | Czarnogóra   |
| 21    | Tomasz Bodziński    | 1991-02-18     | 205    | środkowy         | Polska       |
| 34    | Sebastian Szymański | 1991-06-09     | 181    | rozgrywający     | Polska       |

### Sezon 2009/2010 (Polska Liga Koszykówki i Eurocup)
| Numer | Imię i nazwisko  | Data urodzenia | Wzrost | Pozycja                     | Obywatelstwo      |
| 15    | Bartosz Bochno   | 1988-03-13     | 193    | rzucający                   | Polska            |
| 17    | Michał Chyliński | 1986-02-22     | 196    | rozgrywający, rzucający     | Polska            |
| 11    | Justin Gray      | 1984-03-31     | 188    | rzucający                   | Stany Zjednoczone |
| 33    | Chris Johnson    | 1985-07-17     | 210    | środkowy                    | Stany Zjednoczone |
| 05    | Krzysztof Roszyk | 1978-08-20     | 200    | rzucający, niski skrzydłowy | Polska            |
| 25    | Brandon Wallace  | 1985-03-14     | 206    | silny skrzydłowy, środkowy  | Stany Zjednoczone |
| 10    | Adam Wójcik      | 1970-04-20     | 209    | środkowy                    | Polska (kapitan)  |
| 07    | Michael Wright   | 1980-01-07     | 203    | środkowy                    | Stany Zjednoczone |
| 20    | Konrad Wysocki   | 1982-03-28     | 200    | niski skrzydłowy            | Niemcy/ Polska    |
| 21    | Alexandr Rindin  | 1985-04-05     | 225    | środkowy                    | Azerbejdżan       |
| 04    | Jarryd Loyd      | 1986-05-16     | 178    | rozgrywający                | Stany Zjednoczone |
| 55    | Nejc Glavas      | 1986-07-15     | 192    | rozgrywający                | Słowenia          |

Zawodnicy wypożyczeni oraz którzy odeszli w trakcie sezonu
| Numer | Imię i nazwisko     | Data urodzenia | Wzrost | Pozycja                 | Obywatelstwo      |
| 21    | Tomasz Bodziński    | 1991-02-18     | 205    | środkowy                | Polska            |
| 55    | Oskar Bukowiecki    | 1991-04-29     | 186    | rozgrywający, rzucający | Polska            |
| 13    | Kamil Chanas        | 1985-04-20     | 188    | rzucający               | Polska            |
| 04    | Willie Deane        | 1980-02-23     | 183    | rozgrywający            | Stany Zjednoczone |
| 09    | Paweł Leończyk      | 1986-10-05     | 203    | silny skrzydłowy        | Polska            |
| 33    | Maciej Strzelecki   | 1987-08-18     | 204    | silny skrzydłowy        | Polska            |
| 34    | Sebastian Szymański | 1991-06-09     | 181    | rozgrywający            | Polska            |
| 04    | TJ Thompson         | 1982-09-18     | 178    | rozgrywający            | Stany Zjednoczone |
| 08    | Robert Witka        | 1981-07-27     | 207    | silny skrzydłowy        | Polska            |

### Sezon 2008/2009 (Polska Liga Koszykówki i Eurocup)
| Numer | Imię i nazwisko     | Data urodzenia | Wzrost | Pozycja                            | Obywatelstwo      |
| 11    | Bryan Bailey        | 1980-05-13     | 185    | rozgrywający                       | Stany Zjednoczone |
| 15    | Bartosz Bochno      | 1988-03-13     | 193    | rzucający                          | Polska            |
| 21    | Tomasz Bodziński    | 1991-02-18     | 203    | silny skrzydłowy                   | Polska            |
| 04    | Donald Copeland     | 1984-02-11     | 175    | rozgrywający                       | Stany Zjednoczone |
| 09    | Chris Daniels       | 1981-01-26     | 200    | silny skrzydłowy                   | Stany Zjednoczone |
| 41    | Dragiša Drobnjak    | 1977-11-05     | 200    | silny skrzydłowy, środkowy         | Słowenia          |
| 04    | Tyus Edney          | 1973-02-14     | 178    | rozgrywający                       | Stany Zjednoczone |
| 12    | Alex Harris         | 1986-01-30     | 198    | niski skrzydłowy                   | Stany Zjednoczone |
| 13    | Mateusz Jarmakowicz | 1988-06-08     | 208    | środkowy                           | Polska            |
| 10    | Iwo Kitzinger       | 1985-02-26     | 188    | rzucający                          | Polska            |
| 06    | Damir Miljković     | 1980-03-01     | 194    | rzucający, niski skrzydłowy        | Chorwacja         |
| 07    | Gorjan Radonjić     | 1981-07-12     | 198    | niski skrzydłowy                   | Serbia/ Francja   |
| 05    | Krzysztof Roszyk    | 1978-08-20     | 200    | rzucający, niski skrzydłowy        | Polska            |
| 21    | Marcin Stefański    | 1983-02-24     | 200    | niski skrzydłowy, silny skrzydłowy | Polska            |
| 33    | Maciej Strzelecki   | 1987-08-18     | 204    | silny skrzydłowy                   | Polska            |
| 34    | Sebastian Szymański | 1991-06-09     | 181    | rozgrywający                       | Polska            |
| 31    | Darian Townes       | 1984-07-31     | 208    | środkowy                           | Stany Zjednoczone |
| 14    | John Turek          | 1983-02-19     | 206    | środkowy                           | Stany Zjednoczone |
| 08    | Robert Witka        | 1981-07-27     | 207    | silny skrzydłowy                   | Polska (kapitan)  |

### Sezon 2007/2008 (Dominet Bank Ekstraliga i ULEB Cup)
| Numer | Imię i nazwisko     | Data urodzenia | Wzrost | Pozycja                              | Obywatelstwo                 |
| 51    | Bartosz Bochno      | 1988-03-13     | 193    | rzucający                            | Polska                       |
| 14    | Dragiša Drobnjak    | 1977-11-05     | 200    | silny skrzydłowy, środkowy (kapitan) | Słowenia                     |
| 33    | Marin Han           | 1987-11-18     | 198    | rzucający, niski skrzydłowy          | Chorwacja                    |
| 13    | Mateusz Jarmakowicz | 1988-06-08     | 208    | środkowy                             | Polska                       |
| 22    | Thomas Kelati       | 1982-09-27     | 194    | rzucający, niski skrzydłowy          | Erytrea/ Stany Zjednoczone   |
| 24    | Iwo Kitzinger       | 1985-02-26     | 188    | rzucający                            | Polska                       |
| 09    | Slobodan Ljubotina  | 1984-01-11     | 206    | środkowy                             | Serbia                       |
| 12    | David Logan         | 1982-12-26     | 184    | rzucający                            | Stany Zjednoczone            |
| 32    | Harding Nana        | 1981-01-17     | 200    | silny skrzydłowy                     | Kamerun                      |
| 11    | Vjekoslav Petrović  | 1981-05-05     | 193    | rzucający                            | Słowenia                     |
| 07    | Andrés Rodríguez    | 1981-02-27     | 184    | rozgrywający                         | Portoryko/ Stany Zjednoczone |
| 04    | Marko Šćekić        | 1981-05-23     | 204    | silny skrzydłowy, środkowy           | Bośnia i Hercegowina         |
| 06    | Robert Skibniewski  | 1983-07-19     | 183    | rozgrywający                         | Polska                       |
| 33    | Maciej Strzelecki   | 1987-08-18     | 204    | silny skrzydłowy                     | Polska                       |
| 10    | Sebastian Szymański | 1991-06-09     | 181    | rozgrywający                         | Polska                       |
| 08    | Robert Witka        | 1981-07-27     | 207    | silny skrzydłowy                     | Polska                       |

### Sezon 2006/2007 (Dominet Bank Ekstraliga)
| Numer | Imię i nazwisko    | Data urodzenia | Wzrost | Pozycja                            | Obywatelstwo                 |
| 51    | Bartosz Bochno     | 1988-03-13     | 188    | rzucający                          | Polska                       |
| 14    | Dragiša Drobnjak   | 1977-11-05     | 200    | niski skrzydłowy, silny skrzydłowy | Słowenia                     |
| 22    | Thomas Kelati      | 1982-09-27     | 194    | rzucający, niski skrzydłowy        | Erytrea/ Stany Zjednoczone   |
| 10    | Łukasz Koszarek    | 1984-01-12     | 187    | rozgrywający                       | Polska                       |
| 09    | Slobodan Ljubotina | 1984-01-11     | 206    | środkowy                           | Serbia                       |
| 15    | Vlado Pasalić      | 1981-01-23     | 206    | środkowy                           | Chorwacja                    |
| 11    | Vjekoslav Petrović | 1981-05-05     | 193    | rzucający                          | Słowenia                     |
| 04    | Piotr Pluta        | 1981-09-01     | 192    | rozgrywający                       | Polska                       |
| 07    | Andrés Rodríguez   | 1981-02-27     | 184    | rozgrywający                       | Portoryko/ Stany Zjednoczone |
| 05    | Krzysztof Roszyk   | 1978-08-20     | 200    | rzucający, niski skrzydłowy        | Polska                       |
| 15    | Andrej Štimac      | 1979-03-31     | 205    | silny skrzydłowy                   | Chorwacja                    |
| 33    | Maciej Strzelecki  | 1987-08-18     | 204    | silny skrzydłowy                   | Polska                       |
| 23    | Scooter Sherrill   | 1981-07-23     | 190    | rzucający                          | Stany Zjednoczone            |
| 52    | Lance Williams     | 1980-06-19     | 206    | środkowy                           | Stany Zjednoczone            |
| 08    | Robert Witka       | 1981-07-27     | 207    | silny skrzydłowy (kapitan)         | Polska                       |
| 27    | Edward Żak         | 1978-03-25     | 188    | rzucający                          | Polska                       |

### Sezon 2005/2006 (Dominet Basket Liga)
| Imię i nazwisko      | Data urodzenia | Wzrost | Pozycja                            | Obywatelstwo      |
| Michael Ansley       | 1967-02-08     | 203    | silny skrzydłowy                   | Stany Zjednoczone |
| Rafał Bigus          | 1976-07-12     | 215    | środkowy                           | Polska            |
| Bartosz Bochno       | 1988-03-13     | 188    | rzucający                          | Polska            |
| Ernest Brown         | 1979-05-17     | 213    | środkowy                           | Stany Zjednoczone |
| Alvin Cruz           | 1982-04-24     | 186    | rozgrywający                       | Portoryko         |
| Adrian Czerwonka     | 1981-03-30     | 196    | niski skrzydłowy                   | Polska            |
| Daryl Greene         | 1980-04-16     | 185    | rozgrywający, rzucający            | Stany Zjednoczone |
| Wiktor Grudziński    | 1978-04-09     | 208    | silny skrzydłowy, środkowy         | Polska            |
| Radosław Hyży        | 1977-02-08     | 204    | silny skrzydłowy                   | Polska            |
| Māris Ļaksa          | 1981-09-08     | 202    | niski skrzydłowy, silny skrzydłowy | Łotwa             |
| Sebastian Machowski  | 1972-01-18     | 200    | niski skrzydłowy                   | Niemcy            |
| Tony Mitchell        | 1982-11-25     | 180    | rozgrywający, rzucający            | Stany Zjednoczone |
| Yann Mollinari       | 1975-03-22     | 188    | rozgrywający                       | Francja           |
| Kevinn Pinkney       | 1983-10-20     | 206    | silny skrzydłowy                   | Stany Zjednoczone |
| Andrzej Pluta        | 1974-04-26     | 182    | rzucający                          | Polska            |
| Hubert Radke         | 1980-10-25     | 208    | środkowy                           | Polska            |
| Srdan Subotić        | 1980-02-27     | 193    | rozgrywający, rzucający            | Chorwacja         |
| Wojciech Szawarski   | 1976-08-02     | 195    | rzucający (kapitan)                | Polska            |
| Kostas Wanopulos     | 1988-06-27     | 200    | niski skrzydłowy                   | Polska            |
| Janavor Weatherspoon | 1980-10-24     | 186    | rozgrywający, rzucający            | Stany Zjednoczone |
| Edward Żak           | 1978-03-25     | 188    | rzucający                          | Polska            |

### Sezon 2004/2005 (Era Basket Liga)
| Imię i nazwisko     | Data urodzenia | Wzrost | Pozycja                            | Obywatelstwo             |
| Aleksandar Avlijas  | 1972-07-01     | 198    | rzucający, niski skrzydłowy        | Bośnia i Hercegowina     |
| Charles Bennett     | 1977-09-20     | 206    | środkowy                           | Stany Zjednoczone        |
| Adrian Czerwonka    | 1981-03-30     | 196    | niski skrzydłowy                   | Polska                   |
| Harris Danesi       | 1986-11-03     | 189    | rozgrywający, rzucający            | Polska                   |
| Brandun Hughes      | 1976-08-05     | 180    | rozgrywający                       | Stany Zjednoczone        |
| Māris Ļaksa         | 1981-09-08     | 202    | niski skrzydłowy, silny skrzydłowy | Łotwa                    |
| Jure Lozancić       | 1983-04-21     | 211    | środkowy                           | Chorwacja                |
| Mirosław Łopatka    | 1977-06-02     | 213    | środkowy                           | Polska                   |
| Sebastian Machowski | 1972-01-18     | 200    | niski skrzydłowy                   | Niemcy                   |
| Yann Mollinari      | 1975-03-22     | 188    | rozgrywający                       | Francja                  |
| Grzegorz Mordzak    | 1977-01-09     | 182    | rozgrywający (kapitan)             | Polska                   |
| Maciej Rejman       | 1985-05-11     | 182    | rozgrywający                       | Polska                   |
| Dariusz Skowroński  | 1973-07-26     | 205    | środkowy                           | Polska                   |
| Wojciech Szawarski  | 1976-08-02     | 195    | rzucający                          | Polska                   |
| Dominik Tomczyk     | 1974-04-15     | 204    | silny skrzydłowy                   | Polska                   |
| Chris Young         | 1979-06-30     | 206    | środkowy                           | Litwa/ Stany Zjednoczone |
| Tomasz Zabłocki     | 1978-02-27     | 202    | niski skrzydłowy, silny skrzydłowy | Polska                   |
| Edward Żak          | 1978-03-25     | 188    | rzucający                          | Polska                   |

## Sztab

### Sztab – sezon 2011/12
- Jacek Winnicki (trener)
- Mariusz Niedbalski (asystent trenera)
- Edward Żak (trener przygotowania fizycznego)
- Maciej Żmijewski (masażysta zespołu)
- Grzegorz Ardeli (kierownik drużyny)

### Sztab – sezon 2010/11
- Jacek Winnicki (trener)
- Mariusz Niedbalski (asystent trenera)
- Edward Żak (trener przygotowania fizycznego)
- Maciej Żmijewski (masażysta zespołu)
- Grzegorz Ardeli (kierownik drużyny)

### Sezon 2009/2010
- Andrej Urlep (trener; od 03.12.2009)
- Paweł Turkiewicz (asystent trenera)
- Grzegorz Ardeli (kierownik drużyny)
- Edward Żak (trener przygotowania fizycznego)
- Maciej Żmijewski (fizjoterapeuta)
- Saša Obradović (trener; do 03.12.2009)
- Milenko Bogićević (asystent trenera; do 03.12.2009)

### Sezon 2008/2009
- Paweł Turkiewicz (trener, asystent trenera do 8 stycznia 2009)
- Andrzej Adamek (asystent trenera)
- Sašo Filipovski (trener do 8 stycznia 2009)
- Boban Mitev (asystent trenera do 8 stycznia 2009)
- Leszek Grzyb (kierownik drużyny)
- Edward Żak (trener przygotowania fizycznego)
- Maciej Żmijewski (fizjoterapeuta)

### Sezon 2007/2008
- Sašo Filipovski (trener)
- Boban Mitev (asystent trenera)
- Paweł Turkiewicz (II asystent trenera)
- Grzegorz Ardeli (kierownik drużyny)
- Edward Żak (trener przygotowania fizycznego)
- Maciej Żmijewski (fizjoterapeuta)

### Sezon 2006/2007
- Sašo Filipovski (trener)
- Boban Mitev (asystent trenera)
- Edward Żak (II asystent trenera; od stycznia 2007 roku)
- Grzegorz Ardeli (kierownik drużyny; II asystent trenera)
- Maciej Żmijewski (fizjoterapeuta)

### Sezon 2005/2006
- Mariusz Karol/Wojciech Kamiński (trener)
- Radosław Czerniak (asystent trenera)
- Oleh Boreyko (masażysta)

### Sezon 2004/2005
- Andrzej Kowalczyk/Mariusz Karol (trener)
- Radosław Czerniak (asystent trenera)
- Oleh Boreyko (masażysta)

## Mecze ligowe

### Sezon 2007/2008 (Dominet Bank Ekstraliga)
| sezon zasadniczy – I runda         | sezon zasadniczy – I runda                        | sezon zasadniczy – I runda |
| ---------------------------------- | ------------------------------------------------- | -------------------------- |
| 2007-10-13                         | Górnik Wałbrzych – PGE Turów Zgorzelec            | 77:75                      |
| 2007-10-17                         | PGE Turów Zgorzelec – SPEC Polonia Warszawa       | 75:56                      |
| 2007-10-21                         | Energa Czarni Słupsk - PGE Turów Zgorzelec        | 64:68                      |
| 2007-11-02                         | ASCO Śląsk Wrocław - PGE Turów Zgorzelec          | 72:86                      |
| 2007-11-10                         | PGE Turów Zgorzelec – Polpak S.A. Świecie         | 79:59                      |
| 2007-11-17                         | Bank BPS Basket Kwidzyn - PGE Turów Zgorzelec     | 74:83                      |
| 2007-11-24                         | PGE Turów Zgorzelec – AZS Koszalin                | 76:70                      |
| 2007-12-01                         | Prokom Trefl Sopot – PGE Turów Zgorzelec          | 66:60                      |
| 2007-12-08                         | PGE Turów Zgorzelec – Kotwica Kołobrzeg           | 80:60                      |
| 2007-12-15                         | Polpharma Starogard Gdański - PGE Turów Zgorzelec | 67:93                      |
| 2007-12-21                         | PGE Turów Zgorzelec - Anwil Włocławek             | 59:61                      |
| 2008-01-05                         | Atlas Stal Ostrów Wlkp. - PGE Turów Zgorzelec     | 94:101                     |
| sezon zasadniczy – runda rewanżowa |                                                   |                            |
| 2008-01-19                         | PGE Turów Zgorzelec - Górnik Wałbrzych            | 73:79                      |
| 2008-01-26                         | SPEC Polonia Warszawa - PGE Turów Zgorzelec       | 74:82                      |
| 2008-02-02                         | PGE Turów Zgorzelec – Energa Czarni Słupsk        | 79:68                      |
| 2008-02-09                         | PGE Turów Zgorzelec – ASCO Śląsk Wrocław          | 82:65                      |
| 2008-02-13                         | Polpak S.A. Świecie - PGE Turów Zgorzelec         | 72:78                      |
| 2008-02-16                         | PGE Turów Zgorzelec - Bank BPS Basket Kwidzyn     | 72:74                      |
| 2008-02-29                         | AZS Koszalin – PGE Turów Zgorzelec                | 67:64                      |
| 2008-03-05                         | PGE Turów Zgorzelec – Prokom Trefl Sopot          | 88:79                      |
| 2008-03-08                         | PGE Turów Zgorzelec – Polpharma Starogard Gdański | 83:62                      |
| 2008-03-15                         | Anwil Włocławek - PGE Turów Zgorzelec             | 55:74                      |
| 2008-03-26                         | PGE Turów Zgorzelec – Atlas Stal Ostrów Wlkp.     | 87:71                      |
| 2008-03-29                         | Kotwica Kołobrzeg – PGE Turów Zgorzelec           | 81:75                      |
| play-off – ćwierćfinał (I runda)   |                                                   |                            |
| 2008-04-16                         | PGE Turów Zgorzelec – Kotwica Kołobrzeg           | 79:73                      |
| 2008-04-17                         | PGE Turów Zgorzelec – Kotwica Kołobrzeg           | 69:62                      |
| 2008-04-21                         | Kotwica Kołobrzeg - PGE Turów Zgorzelec           | 62:71                      |
| play-off – półfinał (II runda)     |                                                   |                            |
| 2008-04-27                         | PGE Turów Zgorzelec – ASCO Śląsk Wrocław          | 67:56                      |
| 2008-04-29                         | PGE Turów Zgorzelec - ASCO Śląsk Wrocław          | 72:78                      |
| 2008-05-02                         | ASCO Śląsk Wrocław - PGE Turów Zgorzelec          | 60:71                      |
| 2008-05-05                         | ASCO Śląsk Wrocław - PGE Turów Zgorzelec          | 57:73                      |
| 2008-05-07                         | PGE Turów Zgorzelec – ASCO Śląsk Wrocław          | 83:70                      |
| play-off – finał (III runda)       |                                                   |                            |
| 2008-05-17                         | PGE Turów Zgorzelec – Prokom Trefl Sopot          | 82:79                      |
| 2008-05-18                         | PGE Turów Zgorzelec – Prokom Trefl Sopot          | 89:71                      |
| 2008-05-24                         | Prokom Trefl Sopot – PGE Turów Zgorzelec          | 80:76                      |
| 2008-05-25                         | Prokom Trefl Sopot – PGE Turów Zgorzelec          | 73:70                      |
| 2008-05-28                         | PGE Turów Zgorzelec - Prokom Trefl Sopot          | 59:66                      |
| 2008-05-31                         | Prokom Trefl Sopot - PGE Turów Zgorzelec          | 69:74                      |
| 2008-06-04                         | PGE Turów Zgorzelec - Prokom Trefl Sopot          | 70:76                      |

### Sezon 2007/2008 (ULEB Cup)
| faza grupowa – I runda                   | faza grupowa – I runda                        | faza grupowa – I runda |
| ---------------------------------------- | --------------------------------------------- | ---------------------- |
| 2007-11-06                               | PGE Turów Zgorzelec – Eiffel Towers Den Bosch | 80:65                  |
| 2007-11-13                               | KK Zadar – PGE Turów Zgorzelec                | 85:74                  |
| 2007-11-20                               | PGE Turów Zgorzelec – SIG Strasburg           | 66:42                  |
| 2007-11-27                               | Unics Kazan - PGE Turów Zgorzelec             | 75:80                  |
| 2007-12-04                               | PGE Turów Zgorzelec – Hapoel Jerozolima       | 78:68                  |
| faza grupowa – runda rewanżowa           |                                               |                        |
| 2007-12-11                               | Eiffel Towers Den Bosch - PGE Turów Zgorzelec | 70:77                  |
| 2007-12-18                               | PGE Turów Zgorzelec – KK Zadar                | 77:72                  |
| 2008-01-08                               | SIG Strasburg - PGE Turów Zgorzelec           | 61:64                  |
| 2008-01-15                               | PGE Turów Zgorzelec – Unics Kazan             | 73:68                  |
| 2008-01-22                               | Hapoel Jerozolima – PGE Turów Zgorzelec       | 89:74                  |
| play-off – 1/16                          |                                               |                        |
| 2008-02-19                               | CEZ Basketball Nymburk - PGE Turów Zgorzelec  | 61:61                  |
| 2008-02-26                               | PGE Turów Zgorzelec – CEZ Basketball Nymburk  | 68:66                  |
| play-off – 1/8                           |                                               |                        |
| 2008-03-11                               | BC Kijów - PGE Turów Zgorzelec                | 59:71                  |
| 2008-03-18                               | PGE Turów Zgorzelec - BC Kijów                | 58:67                  |
| play-off – 1/4 („Final Eight” w Turynie) |                                               |                        |
| 2008-04-11                               | Dinamo Moskwa – PGE Turów Zgorzelec           | 78:63                  |

### Sezon 2006/2007 (Dominet Bank Ekstraliga)
| sezon zasadniczy – I runda         | sezon zasadniczy – I runda                        | sezon zasadniczy – I runda |
| ---------------------------------- | ------------------------------------------------- | -------------------------- |
| 2006-10-15                         | BOT Turów Zgorzelec – Bergson Śląsk Wrocław       | 67:64                      |
| 2006-10-18                         | BOT Turów Zgorzelec - Anwil Włocławek             | 63:66                      |
| 2006-10-22                         | Kager Gdynia – BOT Turów Zgorzelec                | 60:57                      |
| 2006-10-28                         | BOT Turów Zgorzelec – AZS Koszalin                | 76:57                      |
| 2006-11-04                         | Polpak S.A. Świecie - BOT Turów Zgorzelec         | 53:63                      |
| 2006-11-11                         | BOT Turów Zgorzelec – Polonia SPEC Warszawa       | 69:64                      |
| 2006-11-18                         | Gipsar Stal Ostrów Wlkp. - BOT Turów Zgorzelec    | 66:74                      |
| 2006-11-26                         | BOT Turów Zgorzelec – Unia Tarnów                 | 69:53                      |
| 2006-12-02                         | SKK Kotwica Kołobrzeg - BOT Turów Zgorzelec       | 74:77                      |
| 2006-12-09                         | BOT Turów Zgorzelec – Prokom Trefl Sopot          | 74:54                      |
| 2006-12-16                         | MKS Sokołów Znicz Jarosław - BOT Turów Zgorzelec  | 74:82                      |
| 2006-12-22                         | Polpharma Starogard Gdański - BOT Turów Zgorzelec | 69:75                      |
| 2006-12-27                         | BOT Turów Zgorzelec – Energa Czarni Słupsk        | 74:60                      |
| sezon zasadniczy – runda rewanżowa |                                                   |                            |
| 2007-01-07                         | ASCO Śląsk Wrocław – BOT Turów Zgorzelec          | 64:53                      |
| 2007-01-14                         | BOT Turów Zgorzelec – Gipsar Stal Ostrów Wlkp.    | 69:63                      |
| 2007-01-21                         | Anwil Włocławek - BOT Turów Zgorzelec             | 73:74                      |
| 2007-01-27                         | BOT Turów Zgorzelec – Kager Gdynia                | 82:51                      |
| 2007-02-04                         | AZS Koszalin – BOT Turów Zgorzelec                | 64:59                      |
| 2007-02-18                         | BOT Turów Zgorzelec - Polpak S.A. Świecie         | 55:65                      |
| 2007-02-24                         | Polonia SPEC Warszawa - BOT Turów Zgorzelec       | 54:80                      |
| 2007-03-10                         | Unia Tarnów - BOT Turów Zgorzelec                 | 56:102                     |
| 2007-03-17                         | BOT Turów Zgorzelec – SKK Kotwica Kołobrzeg       | 88:66                      |
| 2007-03-25                         | Prokom Trefl Sopot – BOT Turów Zgorzelec          | 84:67                      |
| 2007-03-28                         | BOT Turów Zgorzelec – MKS Sokołów Znicz Jarosław  | 92:83                      |
| 2007-03-31                         | BOT Turów Zgorzelec – Polpharma Starogard Gdański | 83:70                      |
| 2007-04-04                         | Energa Czarni Słupsk – BOT Turów Zgorzelec        | 86:74                      |
| play-off – ćwierćfinał (I runda)   |                                                   |                            |
| 2007-04-10                         | BOT Turów Zgorzelec – Gipsar Stal Ostrów Wlkp.    | 67:62                      |
| 2007-04-11                         | BOT Turów Zgorzelec – Gipsar Stal Ostrów Wlkp.    | 85:65                      |
| 2007-04-15                         | Gipsar Stal Ostrów Wlkp. - BOT Turów Zgorzelec    | 74:80                      |
| play-off – półfinał (II runda)     |                                                   |                            |
| 2007-04-21                         | BOT Turów Zgorzelec – ASCO Śląsk Wrocław          | 74:51                      |
| 2007-04-23                         | BOT Turów Zgorzelec - ASCO Śląsk Wrocław          | 55:57                      |
| 2007-04-27                         | ASCO Śląsk Wrocław - BOT Turów Zgorzelec          | 53:61                      |
| 2007-04-29                         | ASCO Śląsk Wrocław - BOT Turów Zgorzelec          | 53:71                      |
| 2007-05-05                         | BOT Turów Zgorzelec – ASCO Śląsk Śląsk            | 83:56                      |
| play-off – finał (III runda)       |                                                   |                            |
| 2007-05-18                         | Prokom Trefl Sopot – BOT Turów Zgorzelec          | 78:77                      |
| 2007-05-20                         | Prokom Trefl Sopot – BOT Turów Zgorzelec          | 80:70                      |
| 2007-05-25                         | BOT Turów Zgorzelec - Prokom Trefl Sopot          | 66:69                      |
| 2007-05-27                         | BOT Turów Zgorzelec – Prokom Trefl Sopot          | 86:71                      |
| 2007-05-31                         | Prokom Trefl Sopot – BOT Turów Zgorzelec          | 68:56                      |

### Sezon 2005/2006 (Dominet Basket Liga)
| sezon zasadniczy – I runda         | sezon zasadniczy – I runda                        | sezon zasadniczy – I runda |
| ---------------------------------- | ------------------------------------------------- | -------------------------- |
| 2005-10-15                         | AZS Koszalin – BOT Turów Zgorzelec                | 97:96                      |
| 2005-10-19                         | BOT Turów Zgorzelec – Polonia SPEC Warszawa       | 86:73                      |
| 2005-10-22                         | Unia Tarnów - BOT Turów Zgorzelec                 | 78:100                     |
| 2005-10-26                         | BOT Turów Zgorzelec – SKK Kotwica Kołobrzeg       | 112:71                     |
| 2005-10-30                         | Prokom Trefl Sopot - BOT Turów Zgorzelec          | 78:92                      |
| 2005-11-05                         | BOT Turów Zgorzelec - Gipsar Stal Ostrów Wlkp.    | 70:90                      |
| 2005-11-12                         | Energa Czarni Słupsk – BOT Turów Zgorzelec        | 73:71                      |
| 2005-11-19                         | BOT Turów Zgorzelec – Noteć Inowrocław            | 116:83                     |
| 2005-11-26                         | Polpharma Starogard Gdański – BOT Turów Zgorzelec | 77:75                      |
| 2005-12-02                         | Anwil Włocławek – BOT Turów Zgorzelec             | 73:69                      |
| 2005-12-10                         | Polpak S.A. Świecie – BOT Turów Zgorzelec         | 83:81                      |
| 2005-12-22                         | BOT Turów Zgorzelec – Bergson Śląsk Wrocław       | 86:76                      |
| 2005-12-29                         | Astoria Bydgoszcz – BOT Turów Zgorzelec           | 96:87                      |
| sezon zasadniczy – runda rewanżowa |                                                   |                            |
| 2006-01-07                         | BOT Turów Zgorzelec – AZS Koszalin                | 97:90                      |
| 2006-01-15                         | Polonia SPEC Warszawa – BOT Turów Zgorzelec       | 74:70                      |
| 2006-01-21                         | BOT Turów Zgorzelec – Unia Tarnów                 | 97:63                      |
| 2006-02-05                         | BOT Turów Zgorzelec - Prokom Trefl Sopot          | 74:93                      |
| 2006-02-11                         | Gipsar Stal Ostrów Wlkp. - BOT Turów Zgorzelec    | 90:97                      |
| 2006-02-26                         | BOT Turów Zgorzelec - Energa Czarni Słupsk        | 87:90                      |
| 2006-03-02                         | SKK Kotwica Kołobrzeg - BOT Turów Zgorzelec       | 74:82                      |
| 2006-03-07                         | Noteć Inowrocław - BOT Turów Zgorzelec            | 63:112                     |
| 2006-03-11                         | BOT Turów Zgorzelec – Polpharma Starogard Gdański | 91:89                      |
| 2006-03-18                         | BOT Turów Zgorzelec - Anwil Włocławek             | 59:74                      |
| 2006-03-25                         | BOT Turów Zgorzelec – Polpak S.A. Świecie         | 76:73                      |
| 2006-04-02                         | Bergson Śląsk Wrocław – BOT Turów Zgorzelec       | 83:77                      |
| 2006-04-08                         | BOT Turów Zgorzelec – Astoria Bydgoszcz           | 85:64                      |
| play-off – ćwierćfinał (I runda)   |                                                   |                            |
| 2006-04-18                         | Anwil Włocławek – BOT Turów Zgorzelec             | 89:66                      |
| 2006-04-19                         | Anwil Włocławek – BOT Turów Zgorzelec             | 69:62                      |
| 2006-04-22                         | BOT Turów Zgorzelec - Anwil Włocławek             | 79:81                      |

### Sezon 2004/2005 (Era Basket Liga)
| sezon zasadniczy – I runda            | sezon zasadniczy – I runda                       | sezon zasadniczy – I runda |
| ------------------------------------- | ------------------------------------------------ | -------------------------- |
| 2004-10-16                            | Bergson Śląsk Wrocław - KS Turów Zgorzelec       | 72:76                      |
| 2004-10-23                            | KS Turów Zgorzelec – Polpharma Starogard Gdański | 98:73                      |
| 2004-11-17                            | Noteć Inowrocław - KS Turów Zgorzelec            | 66:81                      |
| 2004-11-06                            | AZS Koszalin - KS Turów Zgorzelec                | 81:83                      |
| 2004-11-13                            | KS Turów Zgorzelec - Astoria Bydgoszcz           | 69:75                      |
| 2004-11-20                            | Wisła Kraków – KS Turów Zgorzelec                | 95:79                      |
| 2004-11-27                            | KS Turów Zgorzelec - Gipsar Stal Ostrów Wlkp.    | 61:66                      |
| 2004-12-05                            | Polonia SPEC Warszawa - KS Turów Zgorzelec       | 73:86                      |
| 2004-12-11                            | KS Turów Zgorzelec - Energa Czarni Słupsk        | 84:86                      |
| 2004-12-17                            | Anwil Włocławek – KS Turów Zgorzelec             | 73:65                      |
| 2004-12-23                            | Prokom Trefl Sopot – KS Turów Zgorzelec          | 99:86                      |
| sezon zasadniczy – runda rewanżowa    |                                                  |                            |
| 2005-01-08                            | KS Turów Zgorzelec – Bergson Śląsk Wrocław       | 67:57                      |
| 2005-01-15                            | Polpharma Starogard Gdański – KS Turów Zgorzelec | 83:65                      |
| 2005-01-23                            | KS Turów Zgorzelec – Noteć Inowrocław            | 87:73                      |
| 2005-02-05                            | KS Turów Zgorzelec - AZS Koszalin                | 99:88                      |
| 2005-02-14                            | Astoria Bydgoszcz - KS Turów Zgorzelec           | 74:80                      |
| 2005-02-19                            | KS Turów Zgorzelec – Wisła Kraków                | 92:81                      |
| 2005-02-26                            | Gipsar Stal Ostrów Wlkp. - KS Turów Zgorzelec    | 65:90                      |
| 2005-03-06                            | KS Turów Zgorzelec - Polonia SPEC Warszawa       | 87:97                      |
| 2005-03-12                            | Energa Czarni Slupsk - KS Turów Zgorzelec        | 71:90                      |
| 2005-03-20                            | KS Turów Zgorzelec - Anwil Włocławek             | 76:86                      |
| 2005-03-26                            | KS Turów Zgorzelec – Prokom Trefl Sopot          | 97:85                      |
| play-off – ćwierćfinał (I runda)      |                                                  |                            |
| 2005-04-10                            | KS Turów Zgorzelec – Astoria Bydgoszcz           | 102:64                     |
| 2005-04-11                            | KS Turów Zgorzelec – Astoria Bydgoszcz           | 94:75                      |
| 2005-04-13                            | Astoria Bydgoszcz - KS Turów Zgorzelec           | 85:93                      |
| play-off – półfinał (II runda)        |                                                  |                            |
| 2005-04-22                            | Prokom Trefl Sopot – KS Turów Zgorzelec          | 84:67                      |
| 2005-04-24                            | Prokom Trefl Sopot – KS Turów Zgorzelec          | 88:78                      |
| 2005-04-29                            | KS Turów Zgorzelec - Prokom Trefl Sopot          | 75:83                      |
| 2005-05-01                            | KS Turów Zgorzelec – Prokom Trefl Sopot          | 88:80                      |
| 2005-05-05                            | Prokom Trefl Sopot – KS Turów Zgorzelec          | 80:67                      |
| play-off – „o 3. miejsce” (III runda) |                                                  |                            |
| 2005-05-18                            | Polonia SPEC Warszawa – KS Turów Zgorzelec       | 83:75                      |
| 2005-05-22                            | KS Turów Zgorzelec – Polonia SPEC Warszawa       | 88:80                      |
| 2005-05-25                            | Polonia SPEC Warszawa – KS Turów Zgorzelec       | 91:72                      |